# Irmenseul
Irmenseul è una frazione (Ortsteil) della città di Lamspringe, nel land della Bassa Sassonia, in Germania.

## Storia
Già comune autonomo nel circondario di Alfeld, fu soppresso e incorporato a Harbarnsen il 1º marzo 1974; insieme con Harbarnsen, fu unito a Lamspringe il 1º novembre 2016.